# V6发动机
V6发动机是指拥有6个气缸的V型发动机。六個氣缸分成两排，一排三个，两排气缸之间成一定的角度，这个角度一般约为60°或者90°，但是也有特殊的，例如大众汽车的VR6发动机的夹角为15°。这种发动机是现代汽车中第二常见的发动机结构，仅次于直列四缸发动机。

## 概要
V6发动机是一种紧凑的发动机构造，它要比直列四缸发动机更短并且在大部分设计中都比V8更为紧凑。因为这样一个特点，V6发动机广泛地使用于前轮驱动布局的汽车中。因为现代汽车留给发动机的体积在减小却要求更大的马力，所以较为紧凑的V6发动机变得越来越常见。
现在的进气增压V6发动机相比自然進氣引擎V8可以提供更多的马力和扭矩，同时油耗和排放要更低。例如大众的3.0L涡轮增压燃油分层喷射V6发动机（TFSI）和福特的涡轮增压和燃油直喷的EcoBoost发动机都可以与大众的4.2升自然進氣V8发动机相媲美。
现在的V6发动机排量大部分在2.5至4升，但也有一些更大或更小排量的V6发动机存在。

## 历史
1905年，第一辆装有V6发动机的汽车由玛蒙汽车公司生产出来。玛蒙公司是V型发动机专家，他们首先生产出了V2发动机，之后是V4和V6发动机，稍晚一点是V8发动机，到了1930年代，玛蒙是少数几家仍在生产V16汽车的厂商之一。
从1908年到1913年，道依茨生产使用V6引擎作为发电机的苯电动列车（混合动力）。
另一种V6汽车在1918年由里奥·格森为别克而设计。唯一的原型车在1918年被生产出来并且长期 Marr family使用。

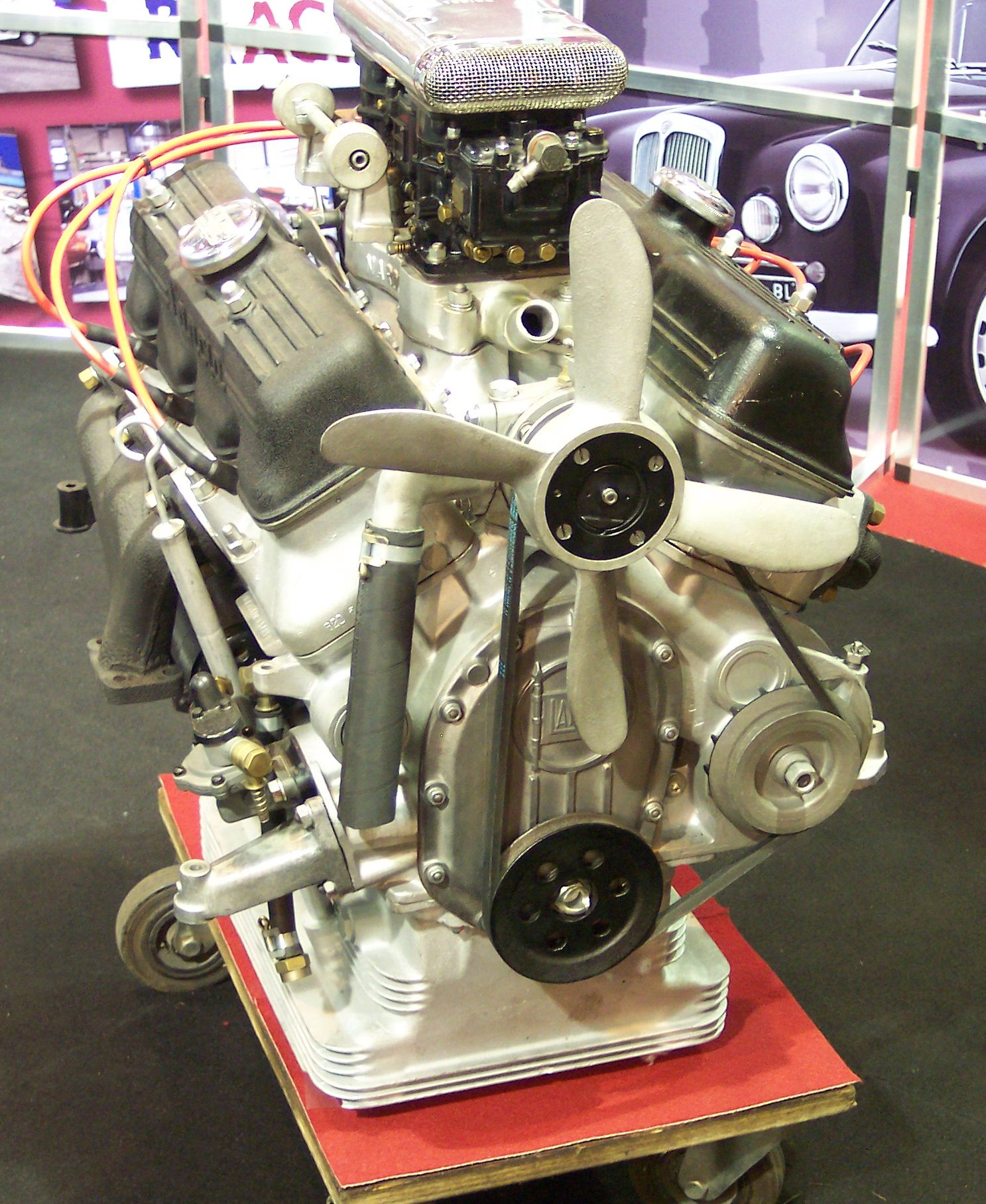
蘭吉雅 V6引擎

第一款量产的V6引擎由蘭吉雅于1950年引入，被应用于蘭吉雅 Aurelia之中。其它的汽车制造商开始关注V6引擎，很快，V6引擎开始被广泛使用。在1959年，吉姆西引入了一款独特的60°重型引擎，这种引擎首先被用于雪佛兰 Suburban,之后更大马力的V6引擎生产出来被用于重型货车和公共汽车。工程师们随后发现当V角夹角为60度时，发动机的输出功率最大并且震动和发动机体积最小。总而言之，吉姆西在直列6缸发动机被认为是最佳6气缸引擎的时代偶然间发现了发动机的最理想结构。
1962年，别克 Special推出，该车使用V角为90°的V6发动机，该引擎和别克其它的V8发动机有很多共同点。通用汽车在1967年将该发动机出售给了凯撒-吉普，之后又在1974年将该引擎重新推进市场。

## V角角度

### 10-15度
主條目：VR6发动机

### 60度
对于V6发动机来说，最好的V角夹角为60°，在这个角度下，发动机的体积和震动最小。虽然60°V6发动机的动平衡并不如直列六缸发动机和水平对置六缸发动机，但是现代科技已经改善了发动机悬置装置使得震动降低。和其它的角度不同，60°V6发动机无需平衡曲轴。

## 另見
- V8发动机
- V12发动机
- V18引擎